# Minimal
El minimal es un concepto musical basado en la tendencia artística del minimalismo, sonidos llevados a su mínima, pero esencial expresión.
En el mundo de la música, en los 35 últimos años, el término minimalismo se aplica a veces a la música que muestra alguna de las características siguientes (o todas):
- Repetición de frases musicales cortas, con variaciones mínimas en un período largo de tiempo;
- Éxtasis (movimiento lento), a menudo bajo la forma de zumbidos y tonos largos;
- Énfasis en una armonía tonal;
- Un pulso constante.

La primera composición que se considera minimalista fue la obra de 1964 In C, de Terry Riley, a la que siguieron, en la década de 1970 las obras de Steve Reich y Philip Glass entre otros. La música minimalista puede sonar a veces similar a diferentes formas de música electrónica (e.g. Basic Channel), así como a algunas composiciones basadas en la textura, como alguna de las obras de Gyorgy Ligeti. A veces el resultado final es similar, pero el procedimiento de acercamiento no lo es. También se habla de techno minimal, un género secundario de la música de techno, se caracteriza por un bajo desnudo, sonido entrecortado, un compás ritimico de 4/4 simple (generalmente, alrededor de 120-135 BPM), una repetición de bucles cortos, y cambios sutiles.
Los productores más notables dentro de este género son Gaiser, Galvino, Richie Hawtin, Alfite, VID, Medu o Ricardo Villalobo.
El minimal, en la actualidad, se caracteriza por usar la tecnología para manipular el sonido y obtener texturas abstractas creando música a partir de sonidos más que de melodías, armonía o acordes aunque fragmentos muy pequeños de estos elementos pueden ser encontrados en algunas canciones. Otra característica particular de este género es que muchos productores han decidido romper con la clásica estructura de 4/4 y utilizar otras rítmicas como 3/4 7/8 o tresillos. La base rítmica del Minimal comúnmente es producida a base de Glitch, lo que hace sonarla como quebrada y repetitiva.
En la segunda mitad de 2008 el término minimal se  volvió contradictorio, pues sirve como denominador para los sonidos tech-house del momento, muchos de los cuales debieran etiquetarse como “máximal” en términos de contenido sonoro, en contraste con el desnudo género electrónico minimalista.
Dentro del Minimal (Techno-Minimal) encontramos dos estilos:
Minimal-tech: Está comprendido entre unas velocidades que van desde los 118 bpm a 124 bpm con sonidos muy underground y atmosphericos. 
Minimal-progre: Es un estilo más futurista y con toques musicales modernos, se aprecia notablemente la abundancia de Bass (Bajos) y percusiones muy agudas. Suele ir entorno unos 128 bpm.
Este género se debe aprender a escuchar, debido a su falta de melodías "contagiosas" y larga duración. Es por esto que tiene un selecto número de seguidores, mientras que muchos DJ's, suelen utilizar canciones de minimal para crear ambiente, no para otorgarle un papel protagonista.
Calificado de género, estilo o movimiento, sin ser stricto sensu ninguna de las tres cosas, el minimal se puede definir como un concepto musical minimalista y esencial, en el que caben composiciones de músicos muy diversos, influidos por la secuencialidad, serialidad y repetición de Eric Satie (considerado un precursor surgido ochenta años antes), entre los que se podría citar a: Arvo Pärt, Brian Eno, Philip Glass, Ludovico Einaudi, Yann Tiersen, Michael Nyman, Mike Oldfield o Michael Hoppé, entre otros.
- Datos: Q12183214